# عروسی غیرممکن
عروسی غیرممکن (انگلیسی: Wedding Impossible) یک مجموعه تلویزیونی محصول کره جنوبی در سال ۲۰۲۴ با بازی جون جونگ سو، مون سانگ مین، کیم دو وان و به یون کیونگ است. این مجموعه بر پایه وب‌تونی با همین نام به نویسندگی سونگ جونگ وون و تصویرگری لی چونگ است. این مجموعه از ۲۶ فوریه تا ۲ آوریل ۲۰۲۴، روزهای دوشنبه و سه‌شنبه ساعت ۲۰:۵۰ (کی‌اس‌تی) از تی‌وی‌ان پخش شد.